# والری تورانیان
والری تورانیان (انگلیسی: Valerie Toranian؛ زادهٔ ۱۹۶۲) روزنامه‌نگار فرانسوی ارمنی‌تبار است که سردبیر مجله مد ال می‌باشد.

## زندگی‌نامه
والری تورانیان در سال ۱۹۶۲ در سورزن از مادری فرانسوی و پدری ارمنی به دنیا آمد. خانواده پدری وی در جریان نسل‌کشی ارمنی‌ها به فرانسه گریخته و در مارسی اسکان گزیدند.
در سال ۱۹۹۱ والری تورانیان و همسرش آرا تورانیان مجله ارمنی «Nouvelles d'Arménie» را تأسیس نمودند.
والری تورانیان همسر خویش «آرا تورانیان» را در یک مدرسه محلی ارمنی ملاقات نمود. این زوج صاحب دو پسر هستند. پس از جدایی از همسرش وی با فرانس-الیویه ژیزبر روزنامه‌نگار و مجری تلویزیونی ازدواج نمود.